# Thuréophore

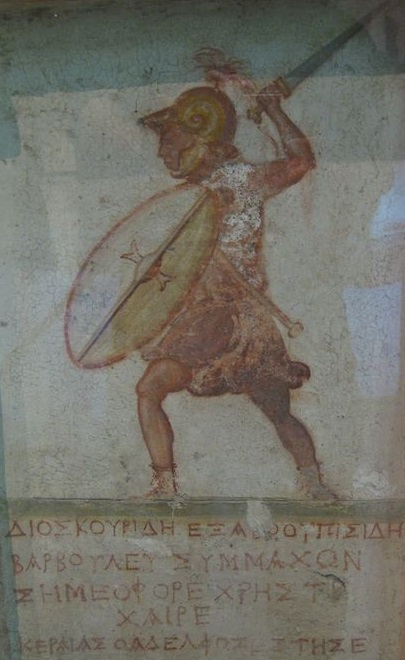
Stèle d'Égypte ptolémaïque du représentant un thuréophore.

Un thuréophore ou thyréophore, en grec ancien θυρεοφόρος / thuréophoros (« porteur de thuréos »), est un type de fantassin de l'époque hellénistique qui s'apparente à un fantassin moyen ou un peltaste lourd. Ils sont les précurseurs des thorakitai, plus lourdement protégés.

## Origines et équipement
Les thuréophores apparaissent au IIIe siècle av. J.-C. dans le monde hellénistique. Ils sont mentionnés par Plutarque et Pausanias ; ils sont aussi connus par des fresques funéraires à Alexandrie et à Sidon ainsi que des terres cuites trouvées à Séleucie du Tigre. Ils portent un grand bouclier ovale (le thuréos), adapté d'un bouclier celte probablement importé en Grèce par les mercenaires thraces et illyriens. Fabriqué en bois et recouvert de cuir, il possède une bosse en métal et une colonne vertébrale centrale en métal. Il équipe aussi certains peltastes à partir du milieu du IIIe siècle av. J.-C. Ils portent un casque de type macédonien en fer ou en bronze. Ils sont armés d'une longue lance, de plusieurs javelots et d'une épée, ce qui fait d'eux un intermédiaire entre les phalangites et les peltastes. Leur lance possède une extrémité lestée afin de leur assurer l'équilibre. Ils peuvent la planter dans le sol quand ils projettent leurs javelots.

## Utilisation tactique

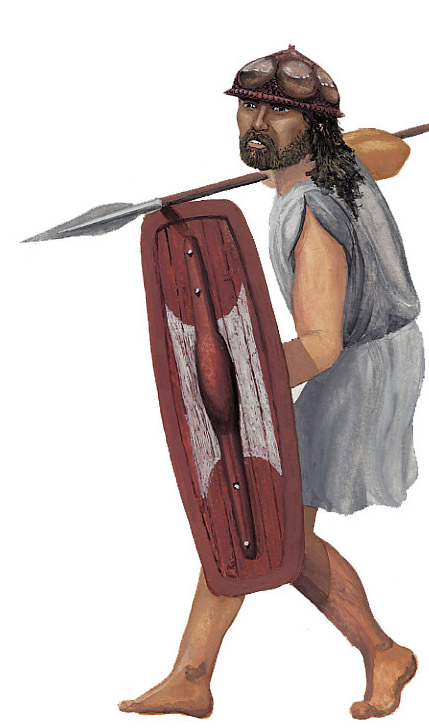
Thuréophore illyrien.

Les thuréophores, de l'ordre de l'infanterie moyenne, sont adaptés aux besoins tactiques de petits États, à savoir principalement la défense des frontières. Ils sont mobiles et peuvent rapidement progresser sur des terrains variés. Selon Plutarque, ils peuvent se battre en soutien des troupes légères, de manière similaire aux peltastes en lançant leurs projectiles ; ils peuvent aussi se replier pour resserrer les rangs en hérissant leurs lances, formant de la sorte une phalange, même s'ils semblent montrer peu de fiabilité dans ce type de situation. Parallèlement, apparait la thuréomachie, une épreuve sportive se déroulant dans de nombreuses compétitions grecques sous la forme de combat à l'épée avec un thuréos.
Les thuréophores ont été adoptés par la ligue achéenne et la ligue béotienne dans les années 270 av. J.-C. Ils peuvent être des citoyens, des mercenaires grecs ou anatoliens. Les Achéens ont abandonné leur usage vers 208-207 en faveur de la phalange de type macédonien, même si les citoyens de Mégalopolis l'ont adoptée dès 222 après qu'Antigone III Doson ait formé un contingent de « boucliers de bronze » (chalkaspides). À la fin du IIIe siècle av. J.-C., les thuréophores ne sont plus notables dans les petits États grecs, ayant été remplacés par la phalange de type macédonien.

## Chez les Séleucides et les Antigonides
Les Séleucides et les Antigonides ont employé massivement des thuréophores à partir de la fin du IIIe siècle av. J.-C., la plupart étant des mercenaires Grecs (5 000 mercenaires grec armés en thuréophores sont ainsi mentionnés à la bataille de Raphia), Thraces et Illyriens, mais aussi Anatoliens et Juifs chez les Séleucides. L'escorte des éléphants de guerre a constitué l'une des missions des thuréophores séleucides.
Au fil du temps chez les Séleucides, sans doute au contact des Galates, leur équipement s'est alourdi pour en faire des thorakitai (ou « porteurs d'armure ») protégés par une cotte de mailles, voire un linothorax. Ces thorakitai, attestées par des fresques, commencent à supplanter les phalangites à la fin du IIe siècle av. J.-C. dans le contexte d'une romanisation de l'armée séleucide avec l'emploi d'unités plus mobiles.

## Sources antiques
- Plutarque, Vies parallèles [détail des éditions] [lire en ligne], Philopoemen.
- Pausanias, Description de la Grèce, VIII, 50.